# 쥐네이트 차크르
쥐네이트 차크르(튀르키예어: Cüneyt Çakır, 1976년 11월 23일 ~ )는 튀르키예의 축구 심판이다. 2001년부터 쉬페르리그 심판을 맡고 있으며, 2006년부터 국제축구연맹 주관 대회의 심판도 맡고 있다.

## 심판 경력

### FIFA 월드컵
2014년 FIFA 월드컵
- 2014년 6월 17일:  브라질 -  멕시코 (A조)
- 2014년 6월 26일:  알제리 -  러시아 (H조)

2018년 FIFA 월드컵
- 2018년 6월 15일:  모로코 -  이란 (B조)
- 2018년 6월 26일:  나이지리아 -  아르헨티나 (D조)

### FIFA U-20 월드컵
2017년 FIFA U-20 월드컵
- 2017년 5월 23일:  대한민국 -  아르헨티나 (A조)
- 2017년 6월 1일:  멕시코 -  세네갈 (16강전)

### 올림픽
2016년 하계 올림픽
- 2016년 8월 7일:  아르헨티나 -  알제리 (D조)
- 2016년 8월 13일:  브라질 -  콜롬비아 (8강전)

### UEFA 유럽 축구 선수권 대회
UEFA 유로 2012
- 2012년 6월 11일:  우크라이나 -  스웨덴 (D조)
- 2012년 6월 18일:  이탈리아 -  아일랜드 (C조)

UEFA 유로 2016
- 2016년 6월 14일:  포르투갈 -  아이슬란드 (F조)
- 2016년 6월 18일:  벨기에 -  아일랜드 (E조)
- 2016년 6월 27일:  이탈리아 -  스페인 (16강전)

## 개인 생활
차크르는 튀르키예에서 보험중개인으로도 일하고 있다.